# Braunstein (jeu de rôle)
 (juin 2025).
La mise en forme du texte ne suit pas les recommandations de Wikipédia : il faut le « wikifier ».
Les points d'amélioration suivants sont les cas les plus fréquents. Le détail des points à revoir est peut-être précisé sur la page de discussion.
- Les titres sont pré-formatés par le logiciel. Ils ne sont ni en capitales, ni en gras.
- Le texte ne doit pas être écrit en capitales (les noms de famille non plus), ni en gras, ni en italique, ni en « petit »…
- Le gras n'est utilisé que pour surligner le titre de l'article dans l'introduction, une seule fois.
- L'italique est rarement utilisé : mots en langue étrangère, titres d'œuvres, noms de bateaux, etc.
- Les citations ne sont pas en italique mais en corps de texte normal. Elles sont entourées par des guillemets français : « et ».
- Les listes à puces sont à éviter, des paragraphes rédigés étant largement préférés. Les tableaux sont à réserver à la présentation de données structurées (résultats, etc.).
- Les appels de note de bas de page (petits chiffres en exposant, introduits par l'outil «  Source ») sont à placer entre la fin de phrase et le point final[comme ça].
- Les liens internes (vers d'autres articles de Wikipédia) sont à choisir avec parcimonie. Créez des liens vers des articles approfondissant le sujet. Les termes génériques sans rapport avec le sujet sont à éviter, ainsi que les répétitions de liens vers un même terme.
- Les liens externes sont à placer uniquement dans une section « Liens externes », à la fin de l'article. Ces liens sont à choisir avec parcimonie suivant les règles définies. Si un lien sert de source à l'article, son insertion dans le texte est à faire par les notes de bas de page.
- La présentation des références doit suivre les conventions bibliographiques. Il est recommandé d'utiliser les modèles {{Ouvrage}}, {{Chapitre}}, {{Article}}, {{Lien web}} et/ou {{Bibliographie}}. Le mode d'édition visuel peut mettre en forme automatiquement les références.
- Insérer une infobox (cadre d'informations à droite) n'est pas obligatoire pour parachever la mise en page.

Pour une aide détaillée, merci de consulter Aide:Wikification.
Si vous pensez que ces points ont été résolus, vous pouvez retirer ce bandeau et améliorer la mise en forme d'un autre article.
Braunstein est un jeu expérimental et un genre de jeu introduit par David Wesely, membre de la Midwest Military Simulation Association, à la fin des années 1960, et joué à l'origine dans les Twin Cities. Braunstein a joué un rôle important et influent dans les débuts de l'histoire des jeux de rôle.

## Origines

### Braunstein 1
En 1969, David Wesely est arbitre pour un jeu de guerre napoléonien se déroulant dans la ville allemande fictive de Braunstein. Il met au point un jeu multijoueur et multi-objectifs, dans lequel il attribue des rôles individuels à chaque joueur, y compris des rôles non militaires. Par exemple, certains joueurs jouent le rôle de maire de la ville, de banquier et de chancelier d'université. Le jour de la partie, près de 20 joueurs se présentent, ce qui est plus que prévu, et chaque joueur se voit attribuer un rôle dans la ville de Braunstein. Les joueurs sont initialement censés communiquer avec l'arbitre dans une pièce séparée.
De manière inattendue, les joueurs commencent à utiliser leurs personnages pour communiquer entre eux et voyagent dans la ville de Braunstein. Lorsque deux joueurs se défient en duel, Wesely, qui n'avait pas prévu qu'une telle situation pouvait se présenter, doit improviser sur place les règles de la rencontre. Bien que Wesely pense que l'expérience est trop chaotique et donc un échec, les autres joueurs apprécient l'aspect jeu de rôle et lui demandent de diriger une autre partie.

### Braunstein 2-4
Wesely invente ensuite un nouveau scénario de jeu de rôle dans lequel les joueurs tentent d'organiser ou d'éviter un coup d'État dans une petite république latino-américaine – la nation perpétuellement instable de Banania. Lui et Dave Arneson, un autre membre de la MMSA dont fait partie Wesely, se relaient pour agir en tant qu'arbitre après que Wesely soit parti servir dans l'armée lors des différentes occasions où ce scénario est joué.

## Inspirations
Braunstein de Wesely s'est inspiré de Diplomacy, un jeu demandant aux joueurs de négocier entre les tours[réf. nécessaire]. L'idée d'un arbitre est dérivée de Strategos: The American Game of War (1880), de Charles Totten. Le livre de Totten a également inspiré à Wesely l'idée de jouer avec un maître de jeu qui créerait le scénario de la bataille utilisée dans le jeu. Wesely a découvert l'idée des jeux de stratégie « n-joueurs » dans The Compleat Strategist (1954) de JD Williams. Nous avons également lu et cité comme influent Conflict and Defense: A General Theory (1962), de Kenneth E. Boulding[réf. nécessaire].

## Influence

### Jeux de rôle
Braunstein contribue au développement des jeux de rôle en introduisant une identification individuelle entre le joueur et son personnage, ainsi que des règles ouvertes permettant aux joueurs de tenter n'importe quelle action, le résultat de l'action étant déterminé par l'arbitre.
Les concepts de jeu de rôle introduits par Wesely ont été développés par Duane Jenkins dans son décor du Far West « Brownstone » et par Dave Arneson dans son décor de Blackmoor et plus tard dans le jeu Donjons et Dragons auquel Arneson a contribué.

### Brownstone
En octobre 1970, Wesely, qui s'était inscrit au ROTC de l'armée à l'Université du Kansas, est nommé sous-lieutenant et envoyé en service actif. Arneson continue à diriger Braunstein et à inventer de nouveaux scénarios. Duane Jenkins, un autre joueur de la MMSA, a créé une série de « Braunsteins du Far West » se déroulant à « Brownstone Texas » dans laquelle Arneson joue le rôle récurrent d'un chef de bandit mexicain nommé « El Pauncho ».
Les jeux « Brownstone » ont introduit le concept de donner aux joueurs leurs propres personnages avec une histoire qu'ils pouvaient développer d'un jeu à l'autre, plutôt que de recommencer à chaque fois nouvelle session de jeu Dans ces premiers Braunstein, le décor était rejoué avec les événements des jeux précédents ayant fait partie de l'histoire du jeu actuel. Avec Brownstown, la ville a été tellement détruite par les actions des joueurs dans le jeu précédent qu'ils ont créé une nouvelle ville tout en continuant à jouer avec les mêmes personnages, créant ainsi la première campagne de jeu de rôle.

### Blackmoor
En 1971, Arneson développe un Braunstein dans un monde fantastique appelé « Les Marches du Nord » comprenant la « Baronnie de Blackmoor ». Pour cette campagne, il a rassemblé des idées provenant de sources aussi disparates que les romans du Seigneur des Anneaux et le feuilleton d'horreur Dark Shadows . Arneson décrit initialement son jeu Blackmoor comme un « Braunstein médiéval », mettant en vedette des « créatures mythiques ».
Dans une interview de 1981 publiée dans le magazine Pegasus, Dave Arneson décrit le Braunstein de Wesely comme un jeu dans lequel chaque joueur avait un « rôle » qu'il jouait. Il décrit également son jeu Blackmoor comme une variante du jeu Braunstein de Dave Wesely, basé sur les idées de Wesely sur le jeu de rôle, mais se déroulant dans un monde fantastique[réf. nécessaire]. Contrairement aux scénarios originaux de Braunstein, le jeu et le décor de Blackmoor étaient destinés à un jeu de campagne avec une possibilité de progression infinie. Peterson cite le jeu Blackmoor d'Arneson comme étant le précurseur le plus important de Donjons et Dragons.
Dans ce précurseur de Donjons et Dragons, les personnages récurrents des joueurs s'aventurent dans le décor fantastique de la baronnie de Blackmoor, notamment en explorant les donjons remplis de monstres et de trésors sous le « Château de Blackmoor », inspiré d'un modèle réduit en plastique du château de Branzoll en Italie.